# 北京蓝星
蓝星(北京)化工机械有限公司，簡稱蓝星(北京)化工机械、蓝星(北京)化工或北京蓝星（英語：Bluestar(Beijing) Chemical Machinery Company Limited），2004年成立，是由北京化工机械厂、蓝星环境工程有限公司、北京蓝星科技有限公司、北京蓝星节能投资管理有限公司、蓝星沈阳轻工机械设计研究所組建，而成為子公司。
現時業務化工装备、膜与水处理、清洗工程、车用品、称重包装系统等。總部位於北京市北京经济技术开发区兴业街5号。現時由中國藍星集團股份有限公司旗下公司。

## 連結
- 北京蓝星